# Tekken Revolution
Tekken Revolution (japonês: 鉄拳レボリューション, Hepburn: Tekken Reboryūshon) é um jogo de luta free-to-play desenvolvido e publicado pela Namco Bandai. Foi lançado exclusivamente para PlayStation 3 através da PlayStation Store em 11 de junho de 2013. Este é o primeiro jogo da franquia Tekken feito no modo free-to-play.

## Jogabilidade
Tekken Revolution dá a série uma nova forma de jogar. Várias novas mecânicas de jogo foram implementadas, como os movimentos Special Arts e Critical Arts, criados para ajudar novos jogadores. Limitada, a mecânica na qual os personagens podem ser "quicados" durante um combo para que haja novos ataques em seguida, chamada Bound, foi quase totalmente removida desta edição, sendo a única forma de fazê-lo a partir de agora a interação com o cenário, como as quedas através da parede ou do chão. Pela primeira vez na série Tekken, é inserido também um recurso de evolução de estatísticas (Character Enhancement), no qual os jogadores podem gastar pontos de habilidade (Skill Points) e comprar com o dinheiro do jogo (Fight Money) o desenvolvimento de personagens em três atributos: Power (força de ataque), Endurance (barra de energia) e Vigor (probabilidade de acerto dos golpes críticos, além da energia necessária para ativação do Rage Mode). Formas principais de combate da série retornaram, como o Arcade Battle (batalha do jogador contra a CPU), assim como o Online Mode, onde jogadores podem enfrentar uns aos outros por partidas de ranking (Ranked Match) ou partidas amistosas (Player Match). O modo Practice, que não foi implementado com o jogo em seu lançamento, será adicionado posteriormente, assim como a opção de desativar a evolução dos personagens em partidas de ranking.

## Coins
Em Tekken Revolution, também foi implementado o sistema de Coins (fichas de jogo).
- Battle Coin: Utilizada para jogar uma partida no modo Rank Match ou no modo Player Match. A cada trinta minutos uma Battle Coin é dada ao jogador. A quantidade máxima de Battle Coins armazenadas é de cinco fichas.
- Arcade Coin: Utilizada para jogar uma partida no modo Arcade Mode. A cada vez que o modo Arcade é completado, ou a cada vez em que o jogador perde uma partida para a CPU, uma ficha é descartada. A cada sessenta minutos, uma ficha é dada ao jogador. A quantidade máxima de Arcade Coins armazenadas é de duas fichas.
- Premium Ticket: Pode ser utilizado para qualquer um dos modos de luta. Cada Ticket utilizado é reposto se o jogador vencer a batalha, e cada vitória com Premium Ticket resulta em um acréscimo maior de Fight Money do que com Battle/Arcade Coins. Não há limites de quantidade de Premium Tickets armazenados nos perfis de jogo.
- Premium Coin: Ficha especial comprada na Playstation Store. Pode ser utilizada para qualquer um dos modos de luta, assim como o Premium Ticket, e também é reposta em caso de vitória do jogador.

## Personagens
Há um total de 29 personagens jogáveis no jogo, oito são disponíveis desde o início. Aproximadamente todos eles são personagens que retornam, além dos dois novos personagens, a vampira Eliza, que é liberada ao coletar "Blood Seals" através de confrontos, e Kinjin, que aparece apenas como um chefe não-jogavel, assim como Heihachi Mishima, Jinpachi Mishima, Mokujin, Tetsujin, e Ogre (ou uma versão dourada dele). Mais personagens são planejados para serem adicionados através de futuros updates.
(*) Indica personagens desbloqueáveis.
(**) Indica personagens adicionados durante updates (desbloqueáveis).
| - Alisa Bosconovitch* - Armor King II** - Asuka Kazama - Bob Richards** - Bryan Fury* - Christie Monteiro** - Devil Jin** - Eliza** - Feng Wei** - Hwoarang** - Jack-6 - Jaycee** - Jin Kazama** | - Jun Kazama** - Kazuya Mishima/Devil Kazuya - King - Kuma** - Kunimitsu** - Lars Alexandersson - Lee Chaolan** - Leo* - Lili - Ling Xiaoyu** - Marshall Law - Miguel Caballero Rojo** | - Nina Williams** - Paul Phoenix - Sergei Dragunov** - Steve Fox* |

## Recepção
Tekken Revolution recebeu revisões variadas à positivas. Edge notou a tentativa de trazer a série de volta as suas raízes arcade, mas criticou o jogo como uma versão diluída de Tekken Tag Tournament 2 e sua natureza pague-pra-vencer.